# Simon Porte Jacquemus

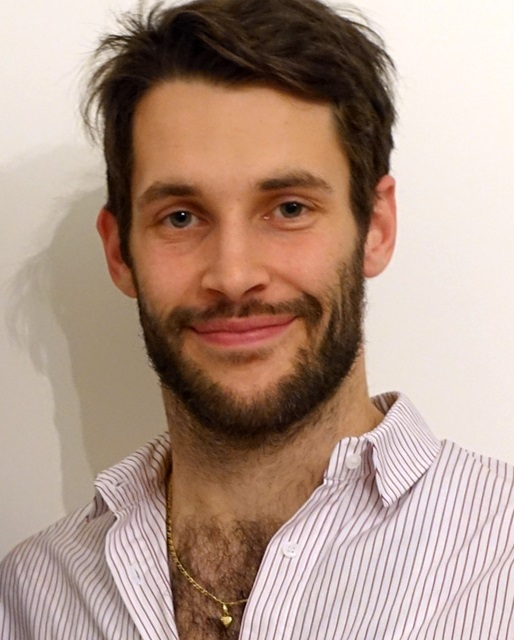
Simon Porte Jacquemus (2015)

Simon Porte Jacquemus (* 1990 in Salon-de-Provence) ist ein französischer Modedesigner.

## Leben
Simon Porte Jacquemus wurde in eine Bauernfamilie geboren. Sein Vater sang gelegentlich in Metalbands und seine Mutter zog ihn auf. Er wuchs in der Kleinstadt Mallemort in Südfrankreich auf.
2008 ging er nach Paris, wo er einige Monate an der École supérieure des arts et techniques de la mode studierte.
Er machte Werbung für seine Designs, indem er Freunde seine Kreationen während der Vogue Fashion Night Out 2010 in Paris in Geschäften tragen ließ. 2012 wurde er eingeladen, seine Kollektion während der Paris Fashion Week zu präsentieren. Die meisten Stoffe, die in seinen Kollektionen verwendet werden, stammen von einem Lieferanten für Arbeitskleidung.